# Puppy Bowl

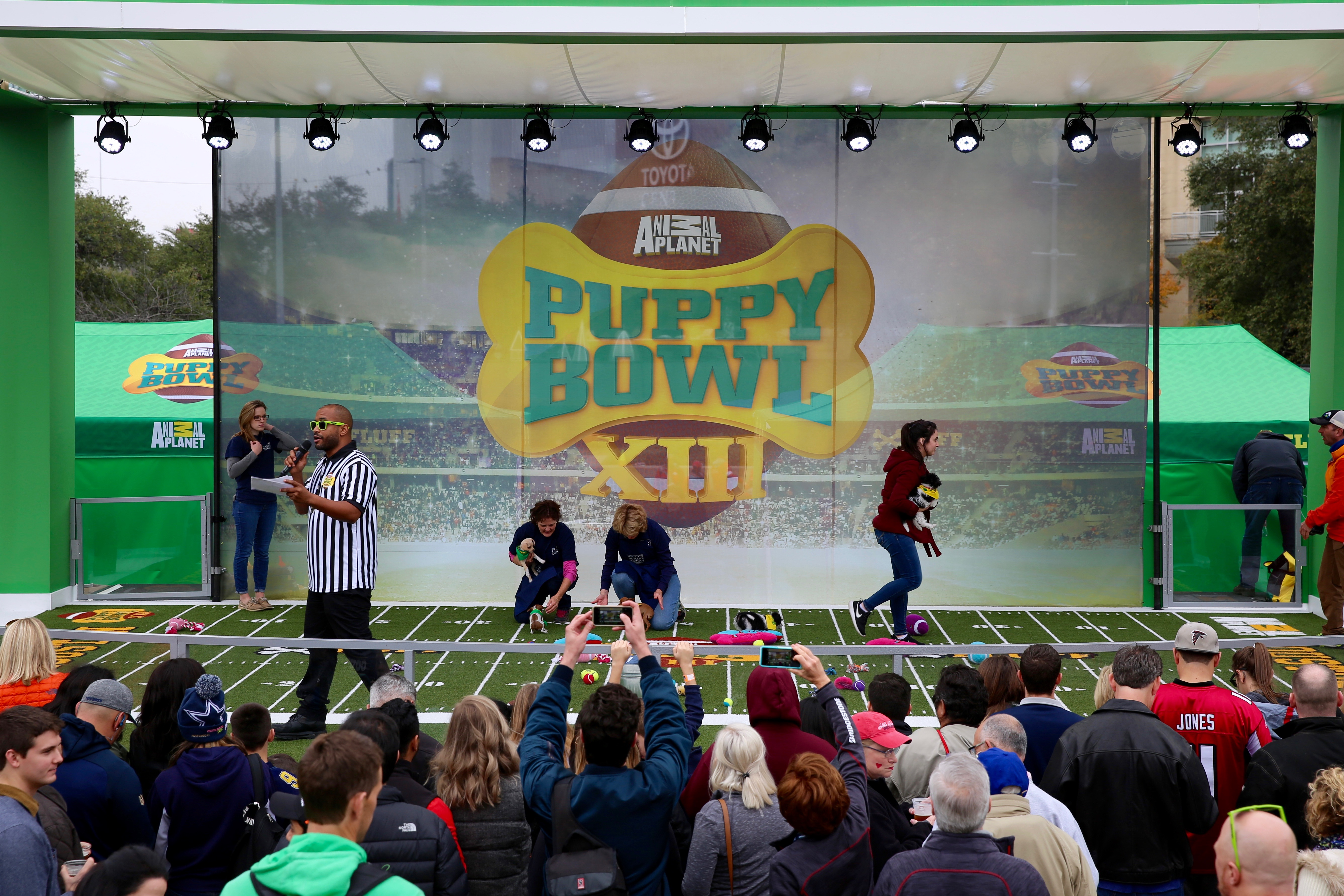
Image du Puppy Bowl XIII en 2017.

Le Puppy Bowl est une émission de télévision annuelle qui met en vedette des chiots. Produite aux États-Unis par Animal Planet, elle rappelle par certains aspects la télédiffusion du Super Bowl. Diffusé le même jour que le Super Bowl, un dimanche, l'émission présente plusieurs chiots qui jouent par la suite dans un simulacre de stade sportif aux dimensions réduites, chaque moment « important » étant commenté. Le premier Puppy Bowl est diffusé le 6 février 2005. Les chiots en vedette proviennent de refuges pour animaux. Cette émission aurait servi d'inspiration au Kitten Bowl (qui met en vedette des chatons) de la chaîne Hallmark Channel,.